# Tolumnia guibertiana
Tolumnia guibertiana là một loài thực vật có hoa trong họ Lan. Loài này được (A.Rich.) Braem miêu tả khoa học đầu tiên năm 1986.